# Quartiere in Biel/Bienne

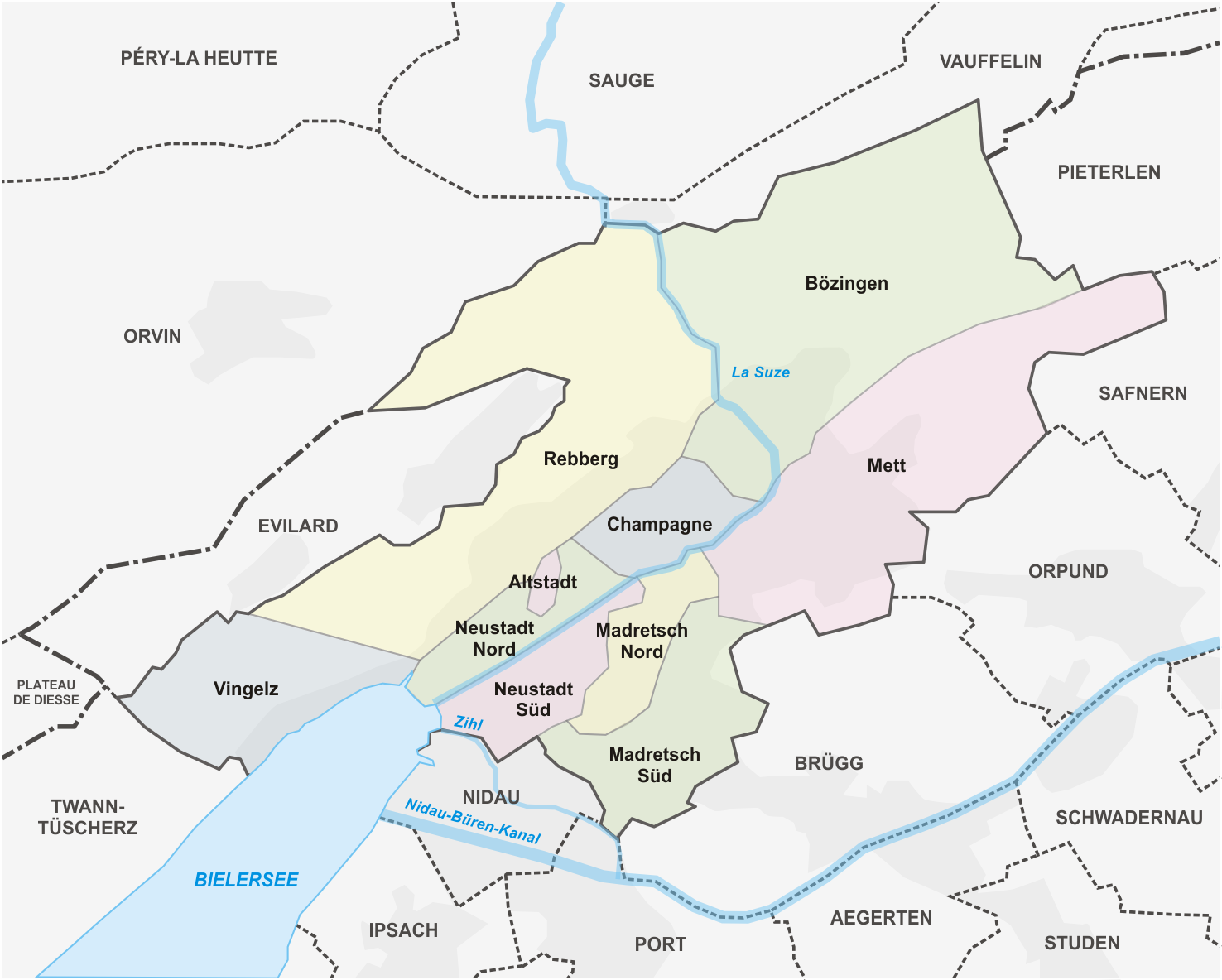
Karte der Stadtteile der Stadt Biel

Unter Quartiere in Biel/Bienne versteht man die 10 Stadtteile und 15 Stadtviertel der Stadt Biel/Bienne.
Das heutige Bieler Stadtgebiet ist zum deutlich überwiegenden Teil durch die Siedlungsentwicklung gewachsen. Nur ein kleiner Teil stellen die Eingemeindungen, die Anfang des 20. Jahrhunderts durchgeführt wurden, dar.

## Stadtteile und Stadtbezirke der Stadt Biel
Stand: 31. Dezember 2015
| - Stadtteil (BFS-Nummer) - Stadtbezirk (Nummer)      | Einwohnerzahl | Fläche in km² | Wappen | Fahne |
| - Altstadt (371002)                                  | 1'231         | 0,09          |        |       |
| - Bözingen (371006) - Bözingen - Bözingenfeld        | 6'623         | 5,53          |        |       |
| - Champagne (371005)                                 | 4'512         | 0,76          |        |       |
| - Madretsch Nord (371008)                            | 4'458         | 0,69          |        |       |
| - Madretsch Süd (371009) - Linde - Mösli - Mühlefeld | 8'403         | 1,67          |        |       |
| - Mett (371007)                                      | 10'858        | 4,03          |        |       |
| - Neustadt Nord (371003) - Neustadt Nord - Plänke    | 5'624         | 0,81          |        |       |
| - Neustadt Süd (371004)                              | 7'455         | 0,86          |        |       |
| - Rebberg (371001) - Rebberg - Beaumont              | 3'622         | 5,1           |        |       |
| - Vingelz (371010)                                   | 805           | 1,69          |        |       |